# Dienerella filum
Dienerella filum là một loài bọ cánh cứng trong họ Latridiidae. Loài này được Aubé miêu tả khoa học năm 1850.